# 千鳥橋 (岐阜市)
千鳥橋（ちどりばし）は、岐阜県岐阜市の長良川にかかる市道の橋である。

## 概要
岐阜市東北部の開発と長良川沿岸の観光開発を目的として、藍川橋と長良橋の間に新しい橋の架橋が望まれていた。
建設工事は1967年（昭和42年）度に市単独事業で着工し、1969年（昭和44年）3月に竣工した。
橋名は、1963年（昭和38年）正月の新年歌会の御製「長良川　鵜飼の夜を川千鳥　河鹿の声の　近くきこゆる」から松尾市長（当時）が命名した。

## 諸元
右岸の取付け道路は半ループを描いて岐阜県道94号岐阜美濃線と接続する。
- 供用開始：
  - 1969年（昭和44年）3月（現在は歩行者専用）
  - 1988年（昭和63年）3月（上流側に継ぎ足した橋、自動車専用）
- 延長：215.5m
- 幅員：9.6m
- 橋梁形式：
  - 三径間連続鈑桁橋（1969年開通箇所）
  - 三径間連続箱桁橋（1988年継ぎ足し箇所）
- 所在地：岐阜県岐阜市日野北 - 長良古津

## その他
千鳥橋周辺の長良川は水難事故が多発しており、岐阜県が度々注意喚起を行っている。
川遊びやバーベキュー目的の観光客が多数訪れる夏季には、橋の周辺に遊泳禁止を呼び掛ける内容の横断幕が掲げられる。